# Jaunay-Marigny
Jaunay-Marigny is een gemeente in het Franse departement Vienne (regio Nouvelle-Aquitaine). De plaats maakt deel uit van het arrondissement Poitiers. Jaunay-Marigny is op 1 januari 2017 ontstaan door de fusie van de gemeenten Jaunay-Clan en Marigny-Brizay. Jaunay-Marigny telde op 1 januari 2022 7.597 inwoners.
Jaarlijks wordt er in maart een wijnmarkt georganiseerd.

## Verkeer en vervoer
In de gemeente ligt de spoorweghalte Jaunay-Clan. De autosnelweg A10 loopt door de gemeente.

## Geografie
De oppervlakte van Jaunay-Marigny bedroeg op 1 januari 2022 48,29 vierkante kilometer; de bevolkingsdichtheid was toen 157,3 inwoners per km².
De onderstaande kaart toont de ligging van Jaunay-Marigny met de belangrijkste infrastructuur en aangrenzende gemeenten.

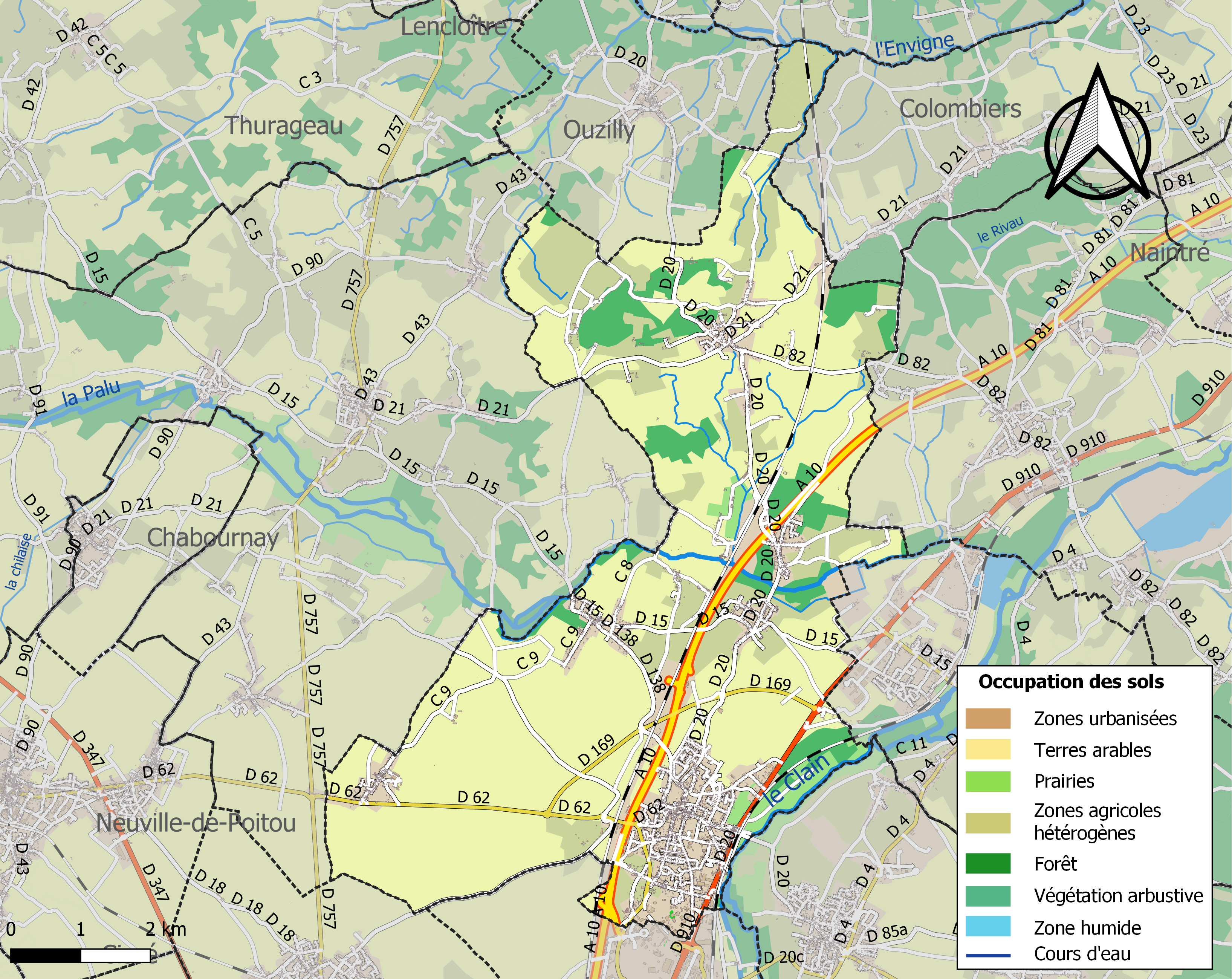